# Vira Djatel
Vira Hryhorivna Djatel (in ucraino Віра Григорівна Дятел?, in russo Вера Григорьевна Дятел?, Vera Grigor'evna Djatel; Černihiv, 3 marzo 1984) è una calciatrice ucraina, centrocampista dello Žytlobud-2 Charkiv e della nazionale ucraina.

## Carriera

### Club
Dopo aver giocato abbinato la passione per il sport agli studi giocando a Horodnja nella prima parte della sua carriera, Vira Djatel nel 1999 si tessera con il Legenda di Černihiv, sua città natale, facendo il suo debutto in Žinoča Višča Liha, primo livello del campionato ucraino femminile di calcio. Con il Legenda rimane fino al 2002, contribuendo alla conquista del titolo di Campione di Ucraina per tre stagioni consecutive, dal 2000 al 2002, e di due Coppe nazionali. Grazie ai risultati acquisiti, la squadra accede alla UEFA Women's Cup 2001-2002, prima edizione del torneo organizzato dalla UEFA e riservato ai club femminili, dove Djatel fa il suo esordio nell'incontro del 2 novembre 2001 perso per 1-0 con le francesi del Tolosa, giocando anche all'edizione successiva e non riuscendo però mai a superare la prima fase a gironi.
Nel 2003 trova un accordo con il Kondycioner Charkiv per proseguire in Žinoča Višča Liha con la squadra di Charkiv. Qui vi rimane fino al 2007, conquistando altri tre campionati con differenti denominazioni della squadra, nel 2003 come Kondycioner Charkiv, nel 2004 come Metalist Kharkiv e nel 2006 come Žytlobud-1 Charkiv, oltre che altre quattro Coppe e rilevando il suo precedente club in UEFA Women's Cup come unico iscritto dall'Ucraina. Anche in questo caso la squadra non riesce a superare il primo turno della fase a gironi, tuttavia Djatel ottiene un risultato personale, il titolo di capocannoniere del torneo nell'edizione 2007-2008, siglando 9 reti a pari merito con l'italiana Patrizia Panico (Bardolino Verona) e l'islandese Margrét Lára Viðarsdóttir (Valur).
Nel 2008 coglie l'opportunità per disputare per la prima volta in carriera un campionato estero, siglando un accordo con il club russo dello Zvezda 2005 Perm' per giocare in Vysšij Divizion, livello di vertice del campionato russo. Con il club di Perm' vince il campionato alla sua prima stagione, e grazie alla vittoria della squadra anche nella stagione precedente Djatel ha nuovamente l'occasione di giocare in UEFA Women's Cup per l'edizione 2008-2009. Durante il torneo ha nuovamente occasione di mettersi in luce, contribuendo alla storica scalata verso la finale della squadra russa che rimarrà il più prestigioso risultato sportivo dello Zvezda in ambito internazionale, andando a segno sia nei quarti di finale con le danesi del Brøndby che in semifinale con le svedesi dell'Umeå IK. Rimane con lo Zvezda 2005 Perm' fino al termine della stagione 2011-2012, la prima non disputata entro l'anno solare del campionato femminile russo, riuscendo a cogliere un altro titolo nazionale nella stagione 2009 e una Coppa di Russia in quest'ultima, congedandosi dalla società con un tabellino personale di 21 reti siglate su 58 incontri di campionato disputati.
Dalla stagione 2012-2013 decide di trasferirsi allo Zorkij Krasnogorsk, conquistando alla sua prima stagione con la nuova squadra il terzo titolo di campione di Russia e giocando, grazie al secondo posto del precedente campionato, in UEFA Women's Champions League per la stagione 2012-2013, superando le islandesi dello Stjarnan ai sedicesimi di finale ma venendo eliminate dalle francesi dell'Olympique Lione nel turno successivo.
Nel gennaio del 2015 Djatel si trasferisce in Svezia, siglando un accordo con il Linköping che aveva già cercato da qualche anno di assicurarsi la sua collaborazione. Fa il suo debutto in Damallsvenskan, massimo livello del campionato svedese, nel corso della stagione 2015, tuttavia in agosto è vittima di un grave infortunio che la terrà distante dal terreno di gioco per lungo tempo. Pur avendo recuperato non riesce a trovare spazio in rosa e dopo che non viene mai utilizzata nella prima parte del campionato 2016, nel luglio di quell'anno decide di abbandonare il club.
Djatel decide di affrontare una nuova avventura nel campionato spagnolo, sottoscrivendo un contratto con l'Huelva per la stagione 2016-2017, ma la sua esperienza in Primera División viene ben presto interrotta per la sua decisione di lasciare la squadra nel dicembre 2016 a causa di una tendinite al ginocchio.
Per la stagione 2017-2018 è tornata in patria vestendo la maglia della neocampione di Ucraina Žytlobud-2 Charkiv, con la quale ha disputato la sua ennesima stagione, la 2017-2018, tra UEFA Women's Cup e UEFA Women's Champions League.

## Palmarès

### Club
- Campionato russo: 3

Zvezda 2005 Perm': 2008, 2009
Zorkij Krasnogorsk: 2012-2013
- Žinoča Višča Liha: 6

Legenda: 2000, 2001, 2002
Žytlobud-1 Charkiv: 2003, 2004, 2006
- Coppa russa di calcio femminile: 1

Zvezda 2005 Perm': 2011-2012
- Coppa dell'Ucraina di calcio femminile: 6

Legenda: 2001, 2002
Žytlobud-1 Charkiv: 2003, 2004, 2006, 2007

### Individuale
- Capocannoniere della UEFA Women's Cup (reti nella fase eliminatoria comprese)

2007-2008 (9 reti, a pari merito con Patrizia Panico e Margrét Lára Viðarsdóttir)